# Variegación

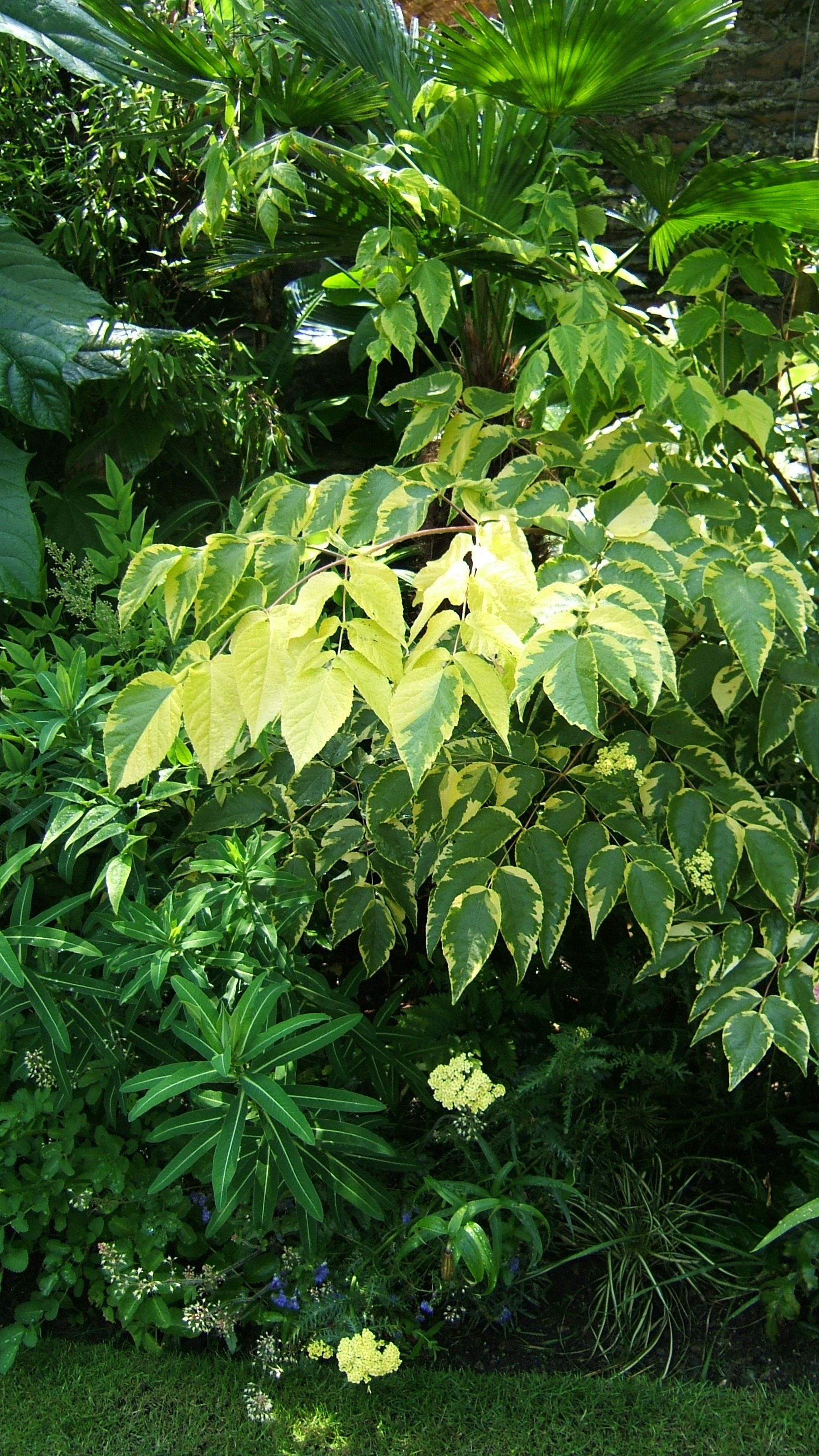
Aralia elata 'Aureovariegata' y Carex ornithopoda 'Variegata' en un jardín inglés.

Variegación o la denominación científica de 'Variegata' es la apariencia de zonas diferentemente coloreadas en las hojas y a veces en el tallo de las plantas, lo que puede ser debido a un número de causas. Una cierta variegación es atractiva y ornamental y los jardineros tienden a preservar estos casos.
El término también se utiliza a veces para referirse a la división zonal de color en flores y minerales. 

## Variegaciones producto de una quimera

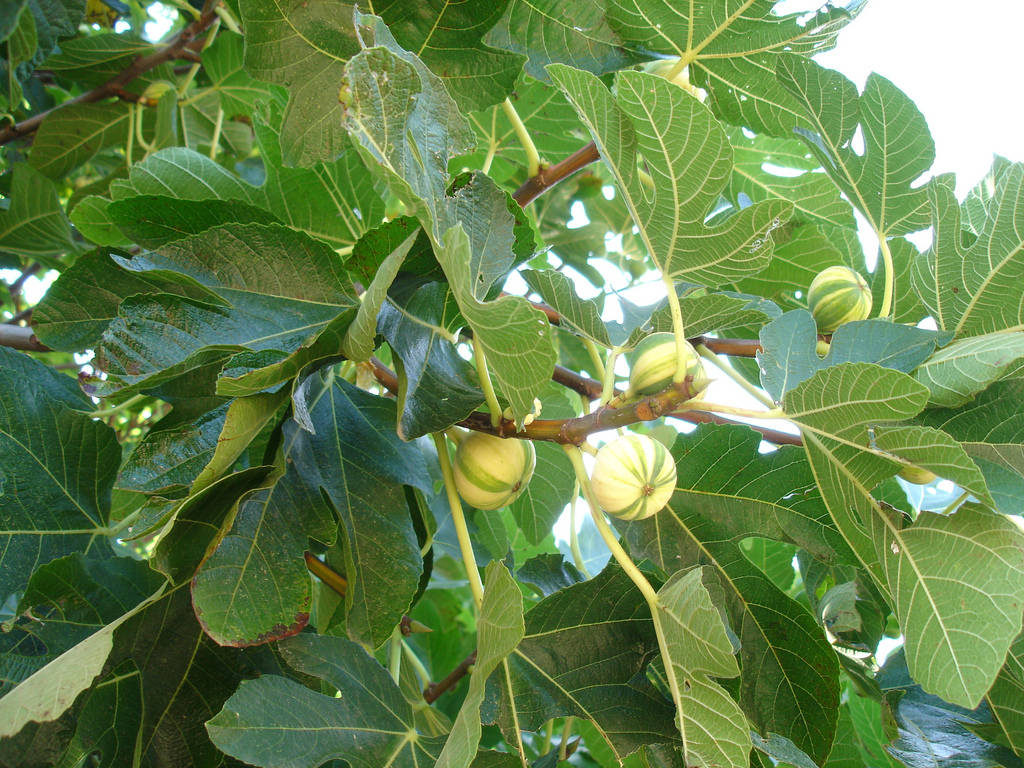
Quimera de Ficus carica (cultivar Panascè)

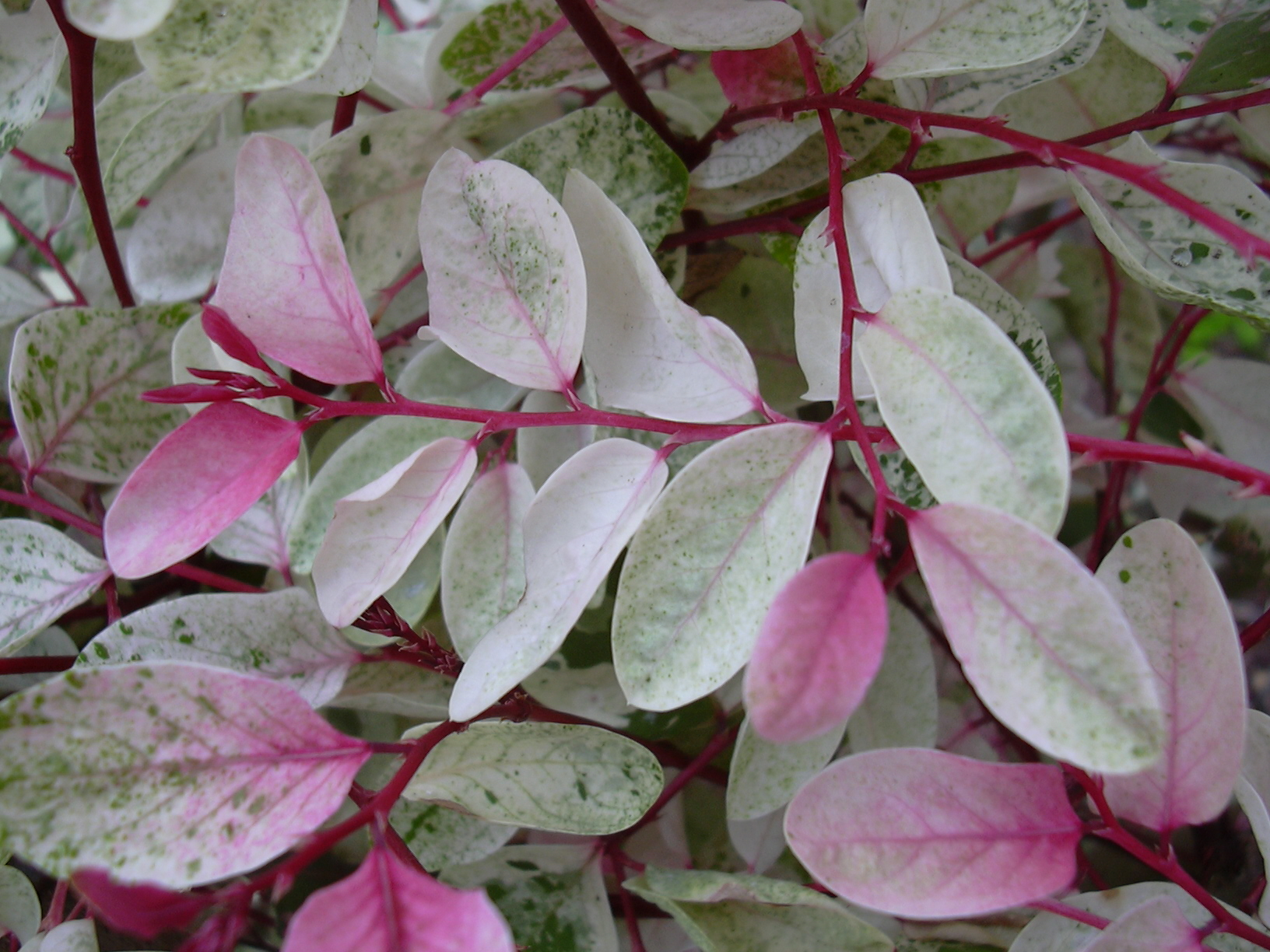
Breynia disticha

Las plantas que presentan una variegación son quimeras con diferentes composiciones genéticas en sus tejidos. La falta de clorofila en algunos tejidos provoca variegaciones con zonas blanquecinas o amarillentas en las hojas, en contraste con el tejido normal, que es verde. Se debe a que parte del tejido parenquimático  pierde la capacidad de producir cloroplastos, de modo que el tejido ya no vuelve a ser verde. 
En un tipo común de tal variegación, los márgenes de las hojas se pueden componer solamente de las células derivadas de este tejido parenquimático carente de cloroplastos. Así, este tejido marginal es blanco o amarillo, en lugar de verde. Hay otros varios tipos de variegación, dependiendo de los tejidos afectados y de su relación mutua. En algunos casos la variegación puede ser consistente y de apariencia simétrica en toda la planta, en otros es aleatoria y en algunas formas es inestable. El grado y la naturaleza de la variegación pueden ser diferentes y a veces la planta puede volver a la forma verde. En otros es estable y no cambia bajo condiciones normales. 
Puesto que la variegación es debida a la presencia de dos clases de tejido vegetal, la propagación de la planta debe ser por un método vegetativo que preserve ambos tipos de tejido en lo referente a la relación de uno al otro. En general, los esquejes de tallo, los injertos de brotes y tallos y otros métodos de propagación que dan lugar a crecimientos de los brotes axilares de las hojas preservarán esta característica.  Generalmente, los esquejes de raíz no preservan la variegación, puesto que el nuevo tejido del vástago se deriva de un tipo particular dentro de la raíz. 
Ya que parte del tejido de estas plantas es incapaz de realizar la fotosíntesis, son más débiles que las totalmente verdes. En general, se suelen extinguir en su medio natural, siendo el cultivo su única esperanza de supervivencia.

## Variegación debida a efectos reflectantes

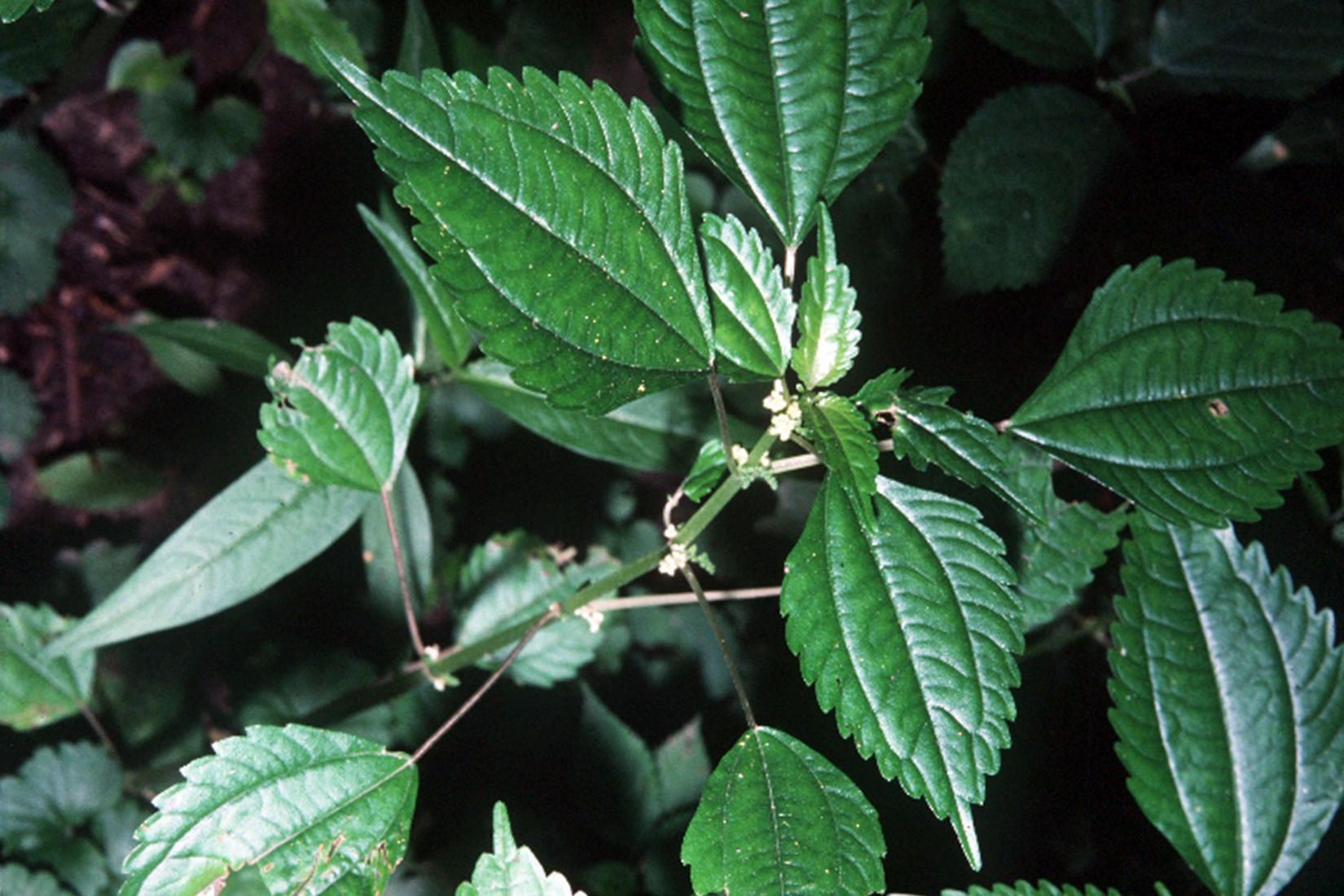
Variegación con reflejos en Pilea pumila.

Una cierta variegación es debida a los efectos visuales causados por la reflexión de la luz en la superficie de la hoja. Esto puede suceder cuando una capa de aire está situada apenas debajo de la epidermis produciendo una reflexión blanca o plateada. A veces se llama variegación burbuja. Pilea cadierei (planta de aluminio) es un ejemplo de una planta doméstica que muestra este efecto. Las hojas de Cyclamen hederifolium muestran tal modelo de variegación, variando entre plantas de la misma especie, pero constante dentro de cada planta.
Otro tipo de variegación reflexiva está causado por pelos en partes de la hoja que pueden tener una coloración diferente. Esto se encuentra en varias especies de Begonia e híbridos de jardín. 
A veces ocurre una variegación venal - las venas de la hoja se colorean en blanco o amarillo. Esto se debe a la carencia de tejido verde sobre las venas, como ocurre en algunos miembros de Araceae. 
El cardo mariano (Silybum marianum), es una planta que presenta otro tipo de variegación venal, pero en este caso se debe a una variegación burbuja que ocurre a lo largo de las venas.

## Variegaciones pigmentarias

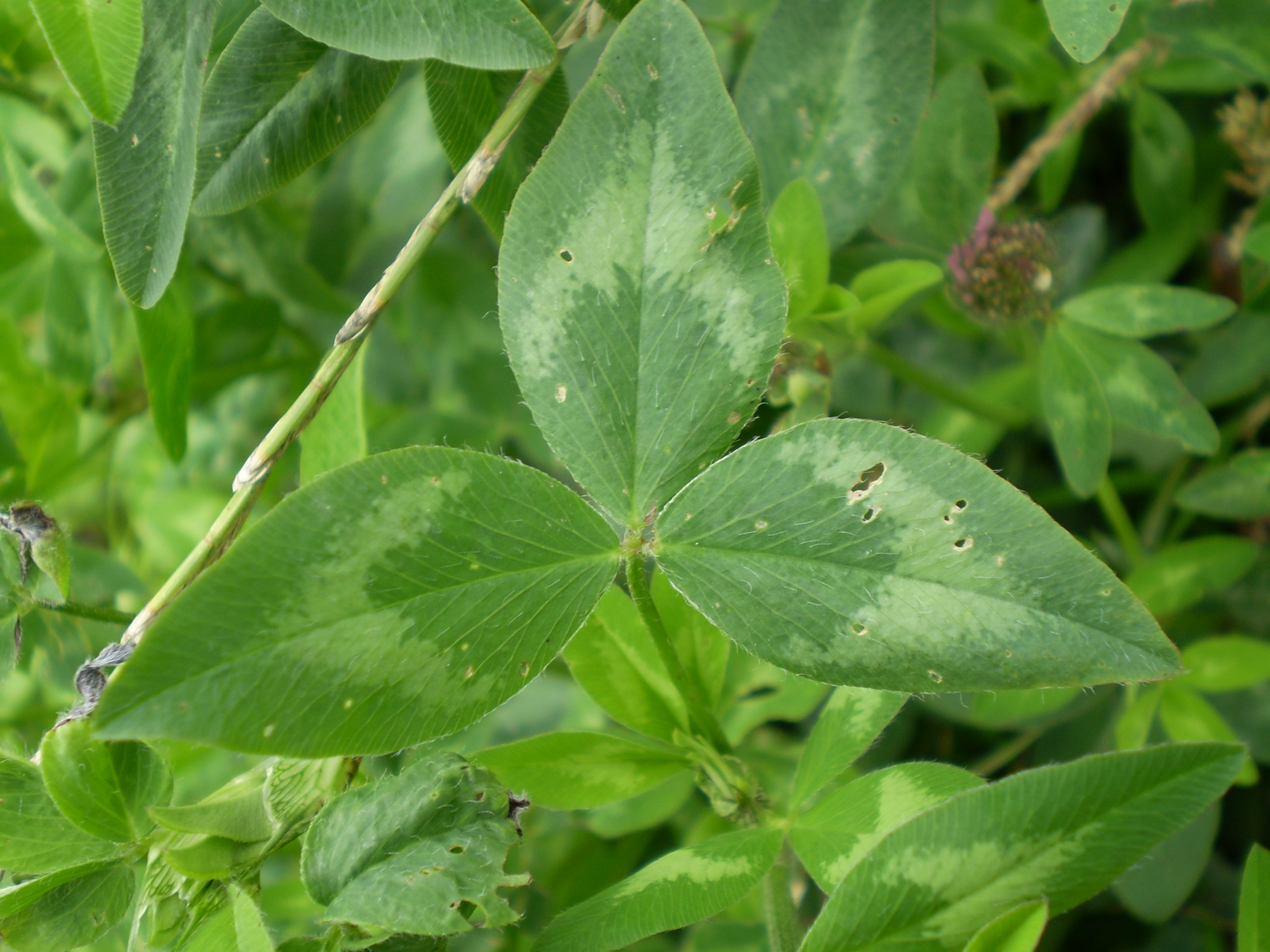
Las hojas del Trifolium pratense tienen una variegación típica con forma de v.

Una causa común de la variegación es el enmascaramiento del pigmento verde por otros, tales como las antocianinas. Esto se extiende a menudo a la hoja entera, volviéndola rojiza o púrpura. Sin embargo, en algunas plantas se producen marcas zonales constantes; por ejemplo en algunas especies de tréboles, bromelias, Pelargonium y Oxalis. En otras, tales como las formas comúnmente cultivadas de Coleus, la variegación puede variar ampliamente dentro de una población. 

## Variegaciones patológicas
Las infecciones víricas pueden hacer aparecer manchas de diferente color en la superficie de la hoja. Un ejemplo son los virus de mosaico, que producen un tipo de efecto en mosaico sobre la superficie de la hoja o virus de variegación de los cítricos (CVV). Mientras que estas enfermedades son normalmente lo suficientemente serias como para que el jardinero no cultive las plantas con esta patología, hay algunas plantas afectadas que pueden sobrevivir indefinidamente, y son tan vistosas que se cultivan como ornamentales; por ejemplo, algunas variedades de Abutilon 'variegata'. 
Las deficiencias en nutrientes pueden causar un amarilleamiento temporal o variable en zonas específicas de la hoja. Las deficiencias de hierro y magnesio son causas comunes de esto.

## Plantas de jardín
Las plantas variegadas han sido desde hace tiempo muy valoradas por los jardineros,como la tradicional variegación de colores más claros que puede 'animar' lo que, de otra forma, serían bloques de follaje verde sólido. 
Muchas sociedades hortícola tienen grupos especializados en plantas variegadas, como el «Grupo de interés especial en plantas variegadas de la Hardy Plant Society» (Hardy Plant Society's Variegated Plant Special Interest Group), en el Reino Unido. Varios libros especializados de jardinería tratan exclusivamente de las plantas 'Variegata'.

## Diversas variegaciones

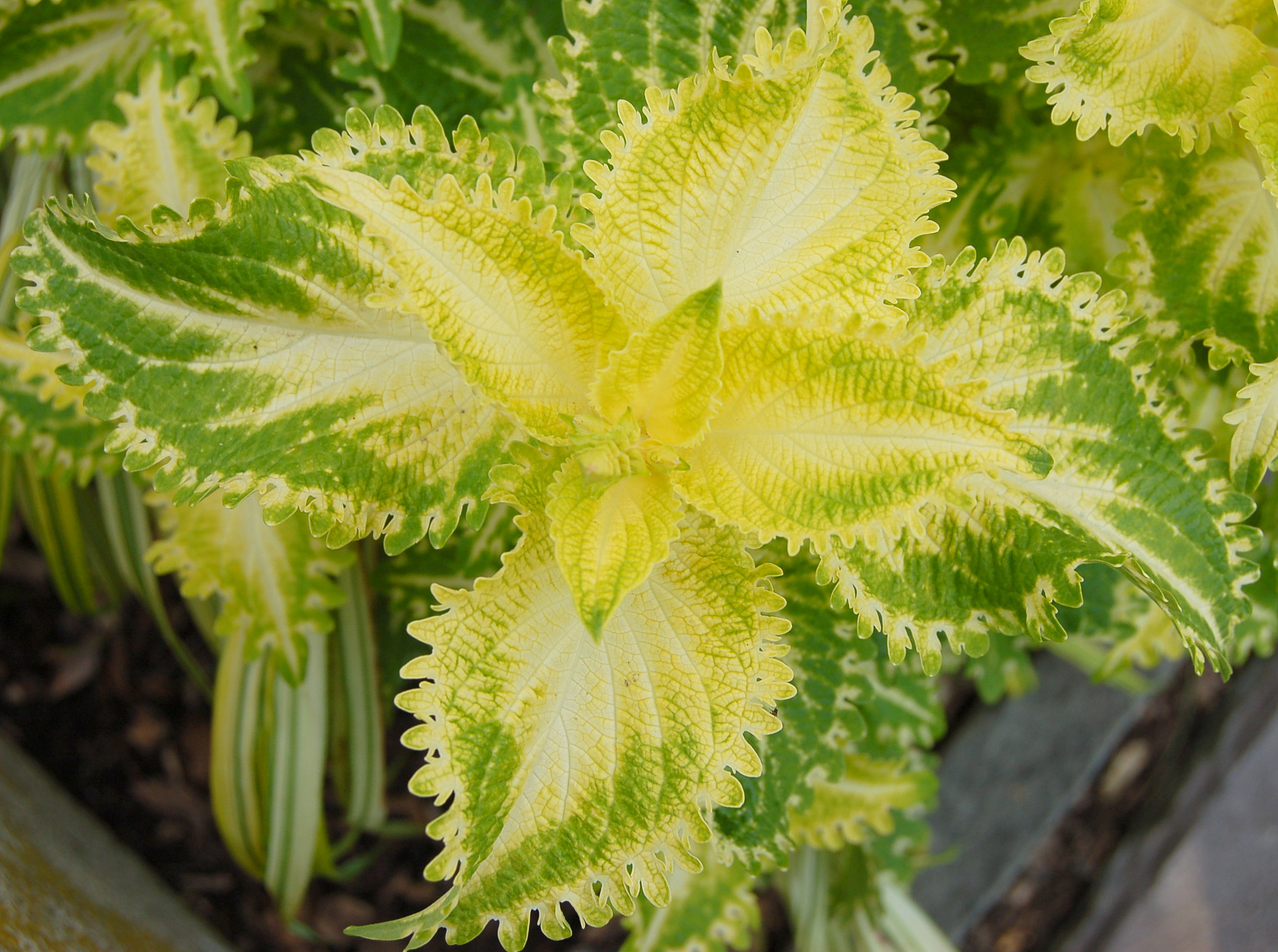
Hojas de Solenostemon scutellarioides
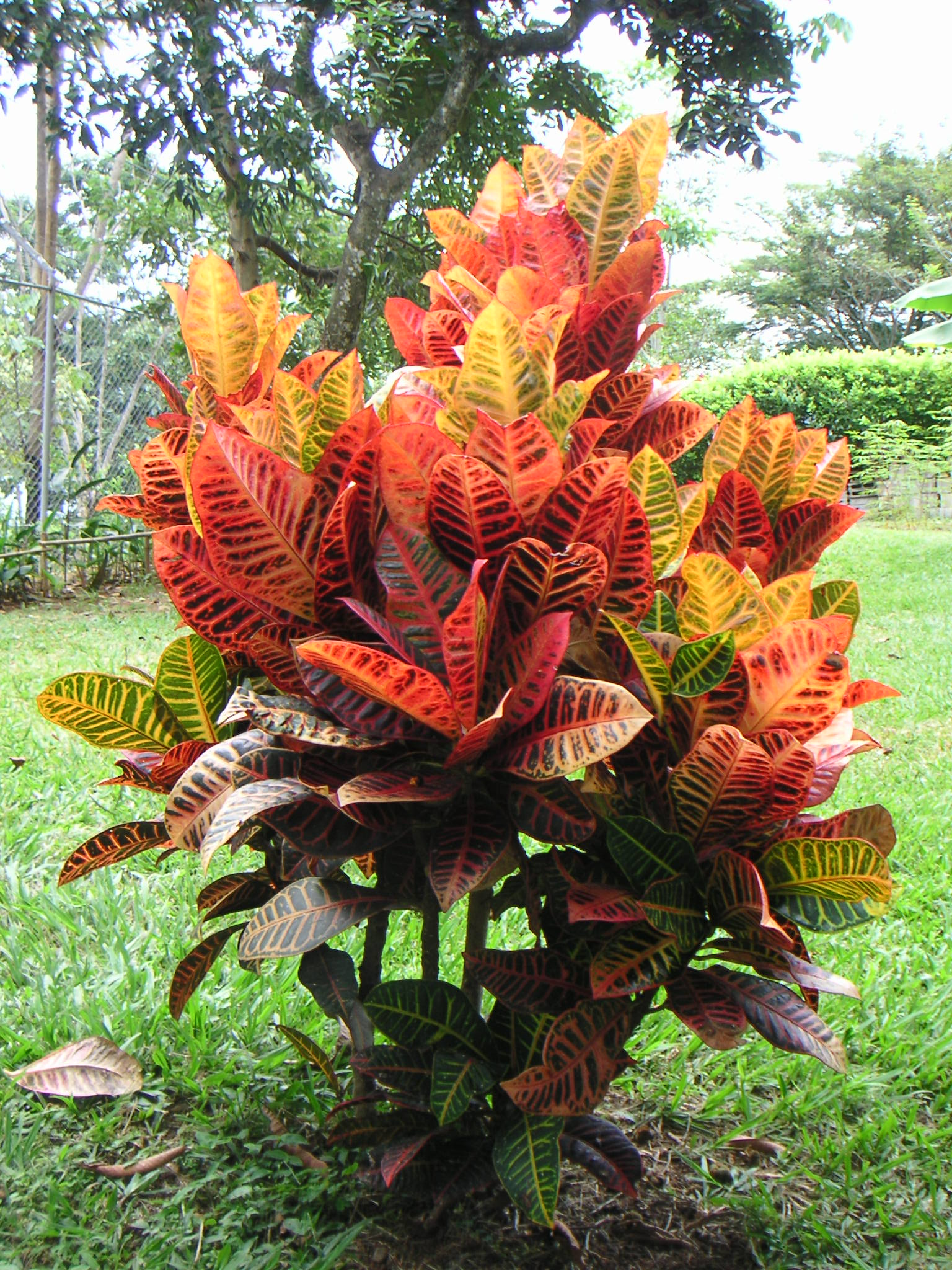
Hojas de Croton (Codiaeum variegatum))
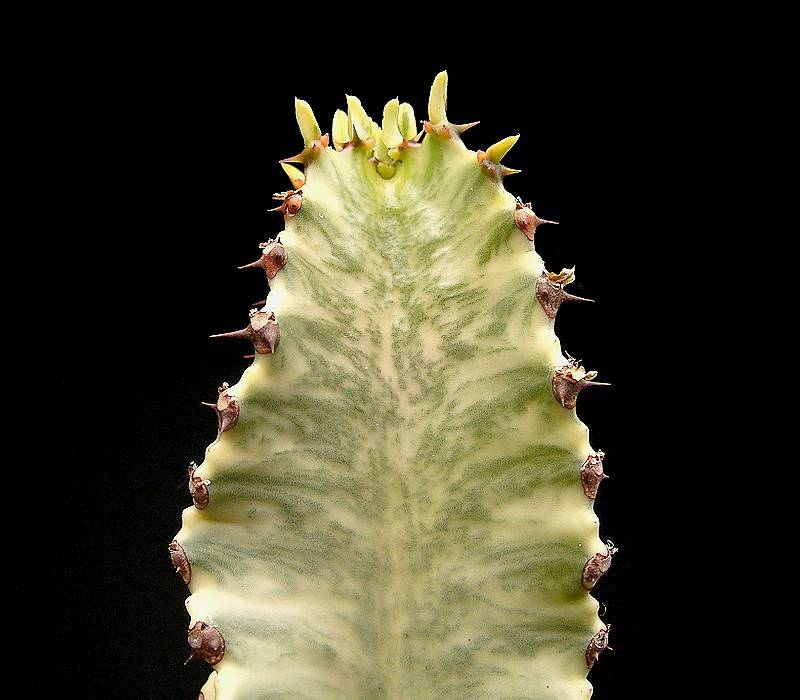
Variegación en el tallo de Euphorbia ammak
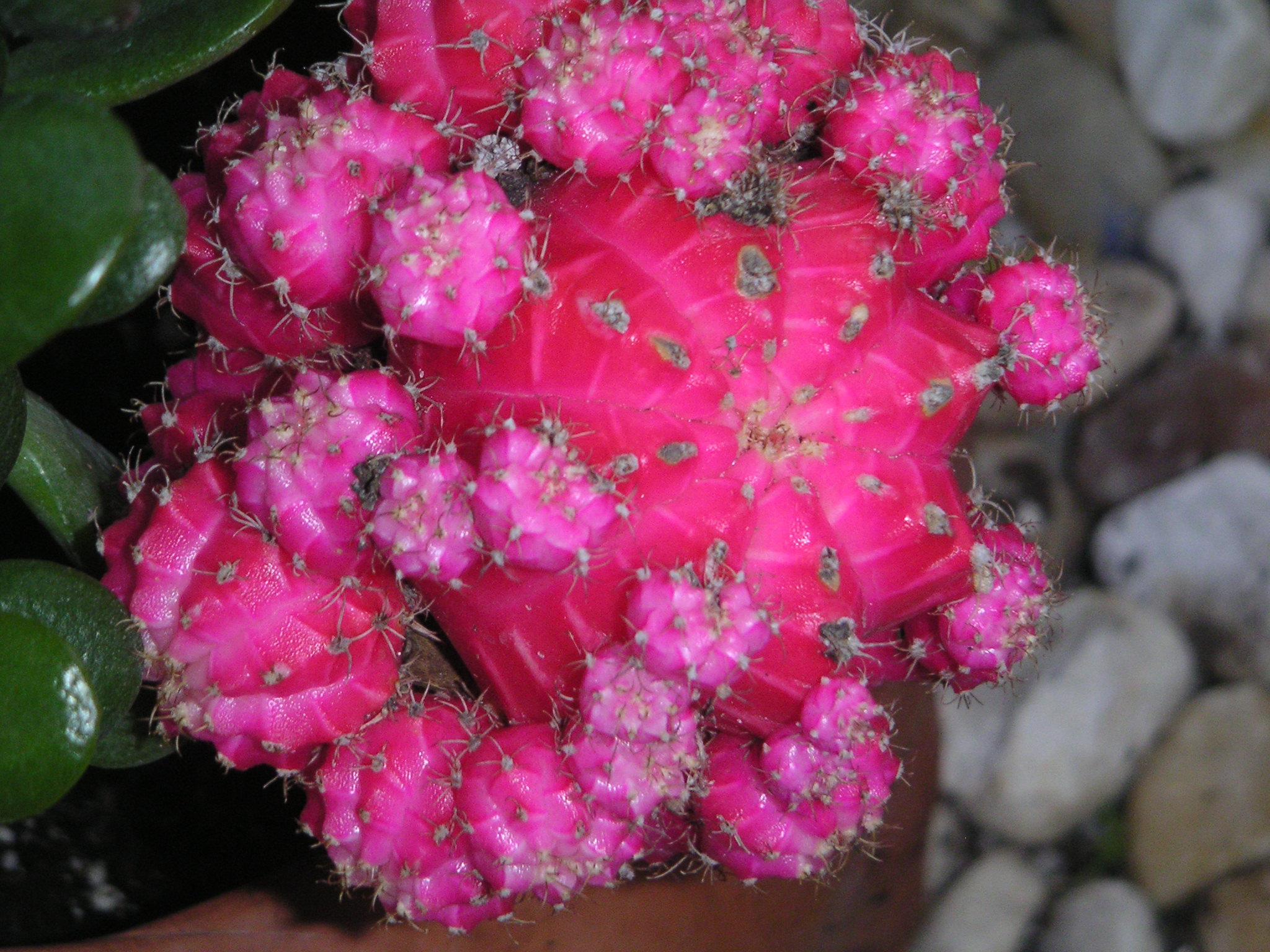
Variegación por falta de clorofila en Gymnocalycium mihanovichii